# Thürn
Thürn je naselje v Občini Volšperk v Okraju Volšperk na Koroškem v Avstriji.